# 格涌曲
格涌曲是位于中华人民共和国青海省玉树藏族自治州曲麻莱县东北部的一条河流，霍兰郭勒右岸支流。上游称雅日东陇曲，发源于巴颜喀拉山雅拉达泽峰西南麓，先向东南流10.5千米后折向东北，36.5千米后转向北流，约15千米又转向东北，约3千米后汇入霍兰郭勒。河长65千米，流域面积1700平方千米，河道平均比降7.7‰，年均径流量8500万立方米。格涌曲地处高寒山区，交通闭塞，人迹罕至。2020年曲麻莱县人民政府公布的《关于格涌曲、灭格滩根郭勒、洋咯拉折曲等164条河河道管理范围的公告》中记录的格涌曲的河流长度为80千米，流域面积1997平方千米。